# Shuntarō Tanikawa
Shuntarō Tanikawa (japonès: 谷川俊太郎)  (Suginami, 15 de desembre de 1931 - Tòquio, 13 de novembre de 2024) va ser un poeta i traductor japonès.

## Biografia
Tanikawa va escriure més de 60 llibres de poesia a més de traduir els Peanuts de Charles Schulz i els versos populars anglesos Mother Goose al japonès. Va ser nominat al premi Hans Christian Andersen 2008 per les seves contribucions a la literatura infantil, i va ser guardonat amb la Corona d'Or de la nit de poesia de Struga el 2022. També va ajudar a traduir Swimmy de Leo Lionni al japonès.
Entre les seves contribucions a gèneres artístics menys convencionals hi ha la seva correspondència oberta en vídeo amb Shūji Terayama (Video Letter, 1983). Des de la dècada de 1970, Tanikawa també va proporcionar versos breus i onomatopeics per als llibres il·lustrats que va publicar en col·laboració amb l'artista visual Sadamasa Motonaga, amb qui s'havia fet amic durant la seva estada a Nova York el 1966, oferts per la Japan Society.
Va col·laborar diverses vegades amb el lletrista Chris Mosdell, incloent-hi la creació d'una baralla de cartes creada en la tradició d'endevinació omikuji dels santuaris xintoistes, titulada Els oracles de la distracció. Tanikawa també va coescriure l'Olimpíada de Tòquio de Kon Ichikawa i va escriure la lletra del tema principal d'El castell ambulant. Juntament amb Jerome Rothenberg i Hiromi Itō, va participar en la poesia renshi col·laborativa, preconitzada per Makoto Ōoka.
El seu pare va ser el filòsof i acadèmic Tetsuzō Tanikawa. L'autora-il·lustradora Yōko Sano va ser la seva tercera dona, qui va il·lustrar un volum dels seus poemes, Onna Ni.